# Isidora Goreshter

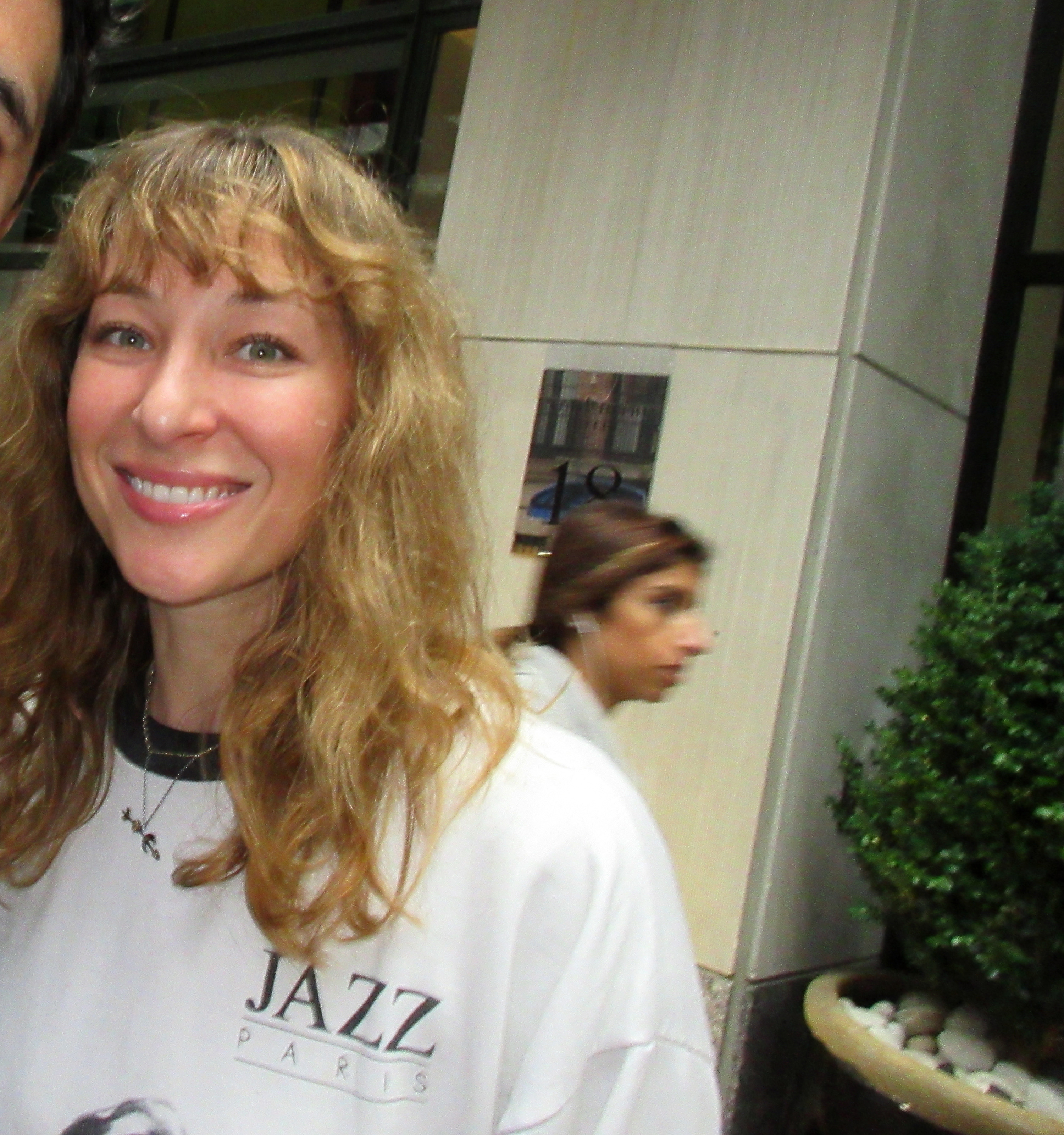
Isidora Goreshter (2019)

Isidora „Izzy“ Goreshter (* 24. Oktober 1981 in Long Beach, Kalifornien) ist eine US-amerikanische Schauspielerin. Bekanntheit erlangte sie als Svetlana Yevgenivna in der US-amerikanischen Serie Shameless.

## Leben
Goreshters Eltern immigrierten in den 1980er Jahren, kurz vor Ende des Kommunismus, aus der Sowjetunion in die Vereinigten Staaten. Goreshter selbst wurde als erstes Mitglied ihrer Familie in den Vereinigten Staaten geboren. Sie wuchs mit einem älteren Bruder in Long Beach, Kalifornien auf. Schon früh interessierte sie sich für die Schauspielerei und wirkte als Kind in Werbespots mit.
Sie studierte an der California State University, Long Beach und machte dort ihren Abschluss in Geschichte und Schauspiel. Des Weiteren nahm sie Schauspielunterricht am Stella Adler Conservatory.
Nach ersten Rollen in Kurzfilmen und kleineren Nebenrollen in verschiedenen Fernsehserien, übernahm sie 2013 die Rolle der Svetlana Milkovich in Shameless, und verkörperte diese von der dritten bis zum Ende der achten Staffel. Mitte 2016 wurde sie zu einer Hauptdarstellerin befördert.
2015 wurde Goreshter Mutter eines Kindes.

## Filmografie (Auswahl)
- 2010: Birds of a Feather (Fernsehfilm)
- 2011: Birds of a Feather
- 2011: Double Black
- 2012: Paying for It (Kurzfilm)
- 2012: T Is for Twig (Kurzfilm)
- 2012: 2 Broke Girls (Folge 2x02)
- 2012: Ben and Kate (Folge 1x10)
- 2012: The One-Nighter
- 2013: A Leading Man
- 2013–2018: Shameless (53 Folgen)
- 2018: Clara’s Ghost
- 2018: Happy Anniversary
- 2019: The Petal Pushers
- 2020: Grey’s Anatomy (Folge 16x06)
- 2020: The Five Rules of Success
- 2020: Condor (8 Folgen)